# (14321) 1978 VT9
(14321) 1978 VT9 là một tiểu hành tinh vành đai chính, được Eleanor F. Helin và Schelte J. Bus phát hiện vào ngày 7 tháng 11 năm 1978.